# Eryngium montanum
Eryngium montanum är en flockblommig växtart som beskrevs av John Merle Coulter och Joseph Nelson Rose. Eryngium montanum ingår i släktet martornar, och familjen flockblommiga växter. Inga underarter finns listade i Catalogue of Life.